# Come un uragano (Sparks)
Come un uragano è un romanzo sentimentale dello scrittore statunitense Nicholas Sparks e pubblicato dall'editore Frassinelli nel 2002.

## Trama
Adrienne, una donna devota alla sua famiglia e ai suoi figli, viene lasciata dal marito per un’altra più giovane di lei.
Paul, famoso medico, dai mille impegni e riconoscimenti, non è mai stato presente per la sua famiglia, che dopo anni di assenze si rompe andando in frantumi.
Il destino porterà entrambi a incontrarsi, ma sarà la strada delle loro vite a non coincidere: lei, donna ormai sola, con tre figli adolescenti in vacanza viene incaricata dall’amica a badare alla sua locanda e a uscire fuori dalla routine, che tanto la tiene impegnata; lui, uomo pentito per aver messo il lavoro al primo posto per tutta la vita, lascia tutto e parte per riallacciare i rapporti con il figlio, prima però decide di risolvere una questione che lo tormenta e per questo dovrà passare cinque giorni su un’isola della Carolina del Nord.
Una locanda e l’incontro di due persone che s’innamoreranno con la forza e la passione che un uragano ha quando travolge tutto quello che ha attorno, dopo questo le loro strade torneranno a percorrere lo stesso binario, nonostante la vita sembra condurli entrambi lontano?

## Adattamento cinematografico
Il 19 dicembre 2008 è uscito nelle sale italiane il film Come un uragano, l'adattamento cinematografico a cura del regista George C. Wolfe, interpretato da Richard Gere, nel ruolo del Dr. Paul Flanner, e Diane Lane nel ruolo di Adrienne Willis.

## Edizioni
- Sparks, Nicholas, Come un uragano, traduzione di Alessandra Petrelli, Frassinelli, 2002,  pp. 247, ISBN 88-7684-717-0.